# The Truth Seeker

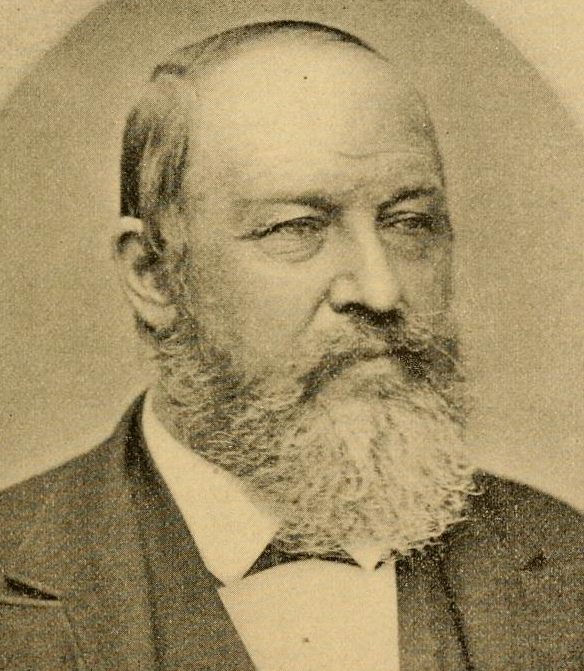
DM Bennett, fondateur de The Truth Seeker

The Truth Seeker (en français Le Chercheur de vérité) est un périodique américain publié à partir de 1873. Il a été considéré comme la publication la plus influente de la libre-pensée américaine durant la période qui a suivi la guerre de Sécession dans les premières décennies du XXe siècle, connue sous le nom d'âge d'or de la libre-pensée. Bien qu'il y ait eu d'autres périodiques influents de la libre-pensée, Truth Seeker était le seul à avoir une diffusion nationale. Le siège est à San Diego, en Californie. Le chercheur de vérité est la plus ancienne publication de libre pensée au monde et l'un des plus anciens périodiques d'Amérique. Parmi les titres grand public, seuls Harper's Magazine, The Atlantic, Scientific American et The Nation sont plus anciens. 

## Vue d'ensemble

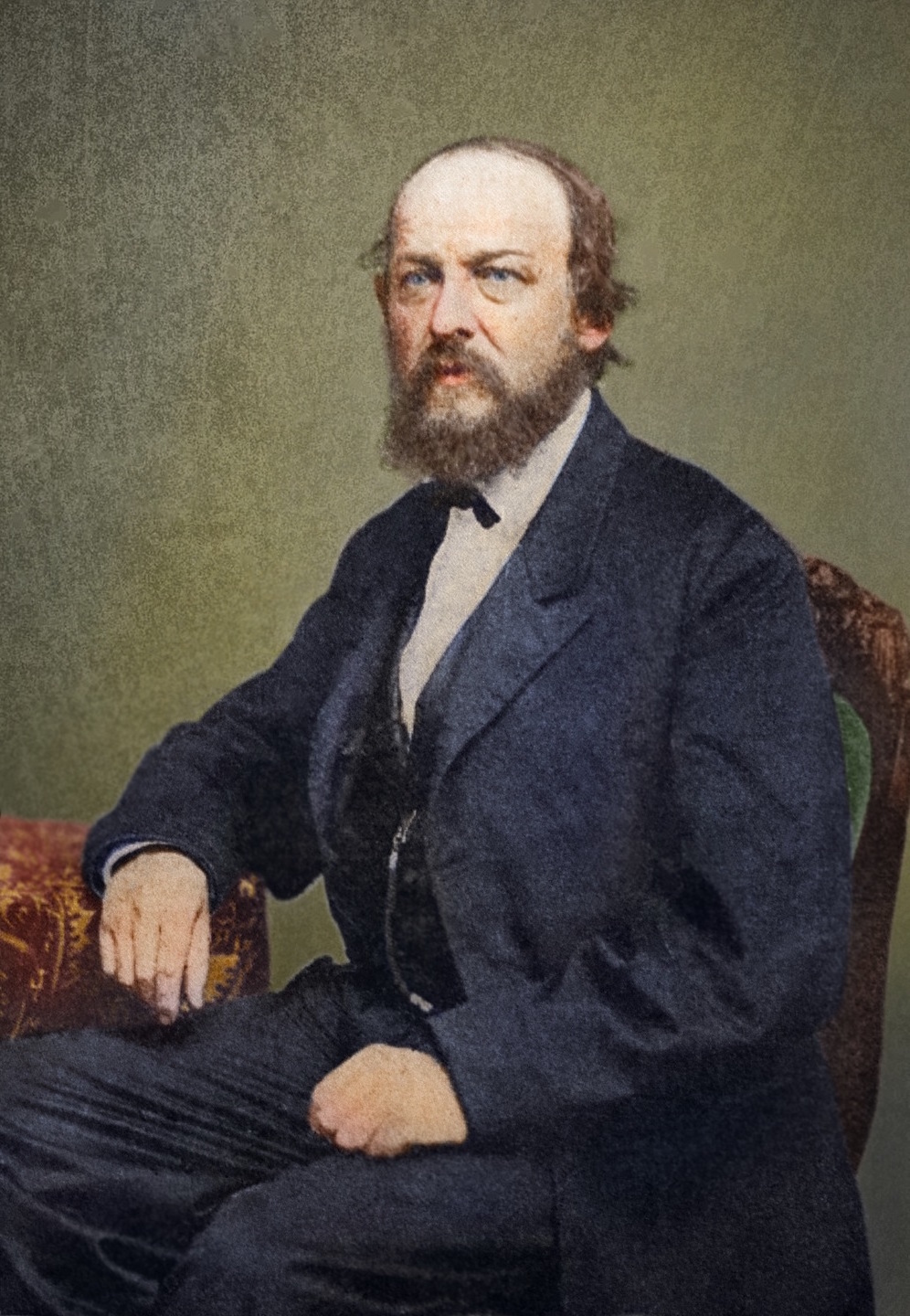
Robigne Mortimer Bennett aux environs de 1873, date de la première parution du périodique.

Dans le premier numéro, le 1er septembre 1873, le rédacteur en chef DM Bennett et son épouse Mary ont proclamé que la publication se consacrerait: « à la science, à la morale, à la liberté de pensée, aux discussions libres, au libéralisme, à l'égalité des sexes, à la et tout ce qui tend à élever et à émanciper la race humaine ». 
Morris Altman, Mark Twain, Robert G. Ingersoll, Elizabeth Cady Stanton, Clarence Darrow, Harry Houdini, Steve Allen, Paul Krassner et Gay Talese sont ou ont été des contributeurs, des abonnés et des partisans de The Truth Seeker.

## Historique

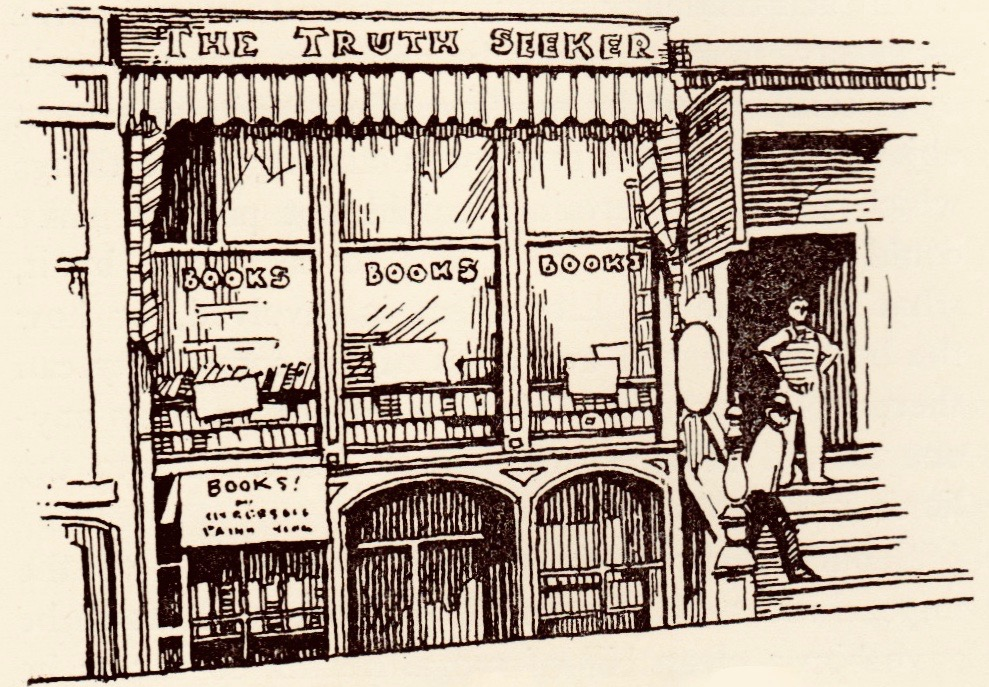
Le bureau du chercheur de vérité situé au 21 Clinton Place, Manhattan, New York. Le fondateur DM Bennett y décède le 6 décembre 1882.

Tout au long de ses 145 années d'existence, The Truth Seeker s'est toujours fait le champion de la liberté, du droit d'enquête, des droits des femmes et du soutien à la théorie de l'évolution darwinienne, et a également fait la promotion de personnalités telles que Thomas Paine et Robert Ingersoll. De 1873 à environ 1920, The Truth Seeker était le journal dominant d'un mouvement de réforme. 
De 1989 à 1998, The Truth Seeker était une publication tout à fait respectable, même si son contenu rédactionnel était parfois inclusif. Cette politique s'est poursuivie jusqu'en 2013, malgré un calendrier de publication irrégulier. Depuis 2014, The Truth Seeker est placé sous la direction d'un nouvel éditeur, Roderick Bradford, et est la propriété du Council for Secular Humanism. La nouvelle ligne éditoriale du Chercheur de vérité tente de revenir aux fondamentaux de la revue, et de retrouver l'influence qu'elle avait à ses plus belles années.